# Felix Magath
Wolfgang-Felix Magath (ur. 26 lipca 1953 w Aschaffenburgu) – niemiecki trener piłkarski i piłkarz.

## Życiorys
Jego matka pochodzi z Prus Wschodnich, a ojciec z Portoryko (służył w US Army na terenie Niemiec). Jego pierwszą żoną była Stefani, z którą miał troje dzieci – córki: Janine (ur. 1981) i Viktoria (ur. 1982) oraz syna Felixa Konstantina (ur. 1988). Drugą żonę poślubił 19 grudnia 2003 roku w starym ratuszu w Hamburgu-Altonie, została nią jego wieloletnia towarzyszka Nicola Yvonne Jorde, z którą ma synów: Leonharda (ur. 1999), Raffaela (ur. 2002) i córkę Chiarę (ur. 2004). Przez swe metody treningowe otrzymał w Niemczech przydomek Qualix (niem.  die Qual – męka, męczyć).

## Kariera piłkarska
Jego pierwszym klubem był VfR Nilkheim, potem występował w drużynach z Aschaffenburga: TV 60 oraz Viktoria Aschaffenburg. Następnie w latach 70. i 80. występował w drugoligowym 1. FC Saarbrücken oraz w Bundeslidze – w Hamburger SV. Jako rozgrywający Magath wystąpił w 306 meczach Bundesligi i strzelił 46 goli.

## Kariera trenerska
- FC Saarbrücken: listopad 1989 – 30 czerwca 1990
- Bayer Uerdingen: 1 lipca 1990 – stycznia 1992
- FC Bremerhaven: sezon 1992/1993, grający trener
- HSV Amateur: rezerwy, 1993 – 5 października 1995 oraz asystent w I drużynie
- Hamburger SV: 6 października 1995 – 18 maja 1997, 1. Bundesliga
- FC Nürnberg: 8 października 1997 – 17 lipca 1998, 1. Bundesliga
- Werder Brema: 22 października 1998 – maj 1999, 1. Bundesliga
- Eintracht Frankfurt: 27 grudnia 1999 – 29 stycznia 2001, 1. Bundesliga
- VfB Stuttgart: 24 lutego 2001 – 30 czerwca 2004, 1. Bundesliga
- FC Bayern Monachium: od 1 lipca 2004 – 31 stycznia 2007, 1. Bundesliga
- VfL Wolfsburg: od 1 czerwca 2007, 1. Bundesliga
- Schalke 04 Gelsenkirchen: od 1 lipca 2009 – 15 marca 2011 1. Bundesliga
- VfL Wolfsburg od 18 marca 2011 do 25 października 2012 1. Bundesliga
- Fulham od 14 lutego 2014

## Sukcesy
- jako zawodnik (wszystko z Hamburger SV):
  - 3 Mistrzostwa Niemiec,
  - 1983 – Puchar Mistrzów Europy (Liga Mistrzów), po zwycięskim golu w finale z Juventusem
  - 11 maja 1977 – Puchar Zdobywców Pucharów, gol na 2:0 w 90. minucie z Anderlechtem
  - 43 występy w reprezentacji Niemiec
    - 1980 – Mistrzostwo Europy
    - 1982 i 1986 – wicemistrzostwa świata,
- jako trener:
  - 2003/2004 – wicemistrzostwo Bundesligi z VfB Stuttgart,
  - 2004/2005 – Mistrzostwo Niemiec i Puchar Niemiec z Bayernem Monachium
  - 2005/2006 – Mistrzostwo Niemiec i Puchar Niemiec z Bayernem Monachium
  - 2008/2009 – Mistrzostwo Niemiec z VfL Wolfsburg
  - Człowiek roku w niemieckiej piłce nożnej: 2003, 2009

## Odznaczenia
- Bawarski Order Zasługi (2025)[1]